# Yuki Kaida
Yuki Kaida (甲斐田 ゆき?, Kaida Yuki; Tokyo, 30 novembre 1974) è una doppiatrice e conduttrice radiofonica giapponese.
Ha una grande varietà di toni vocali e nel corso della sua carriera è stata scelta soprattutto per ruoli come giovani maschi. I personaggi di maggior successo, da lei doppiati, sono Kurapika in Hunter × Hunter, Shusuke Fuji in Il principe del tennis, Abe no Masahiro in Shōnen Onmyōji, e la Cina in Hetalia. Era formalmente affiliata all'agenzia Toritori Office, ma attualmente è freelance.
Tiene a precisare che è una dei pochi doppiatori giapponesi ad aver completato la loro educazione formale negli Stati Uniti. Di conseguenza, parla diverse lingue con vari gradi di fluidità al di fuori del giapponese.
È affettuosamente soprannominata Yukki (ゆっきー?) dai suoi fan giapponesi.

## Ruoli
I ruoli importanti sono indicati in grassetto.

### Animazione televisiva
1999
- Detective Conan - Yuri Arisato, Yuriko Tomosato
- Hoshin Engi - Yong
- Hunter × Hunter - Kurapika
- Karakurizōshi Ayatsuri Sakon - Yuki Kagawa
- Seraphim Call - Lulu Sanjō

2001
- Ask Dr. Rin! - Cynthia
- Yui ragazza virtuale - Feena
- Dennō Bōkenki Webdiver - Karon, Shō Kurachi, Midori Asaba
- Hanaukyo Maid Team - Taro Hanaukyo
- Il principe del tennis - Shusuke Fuji, Yumiko Fuji, Yuuta Fuji (giovane)

2002
- Beyblade - Ozma
- Daigunder - Ryugu
- Digimon Frontier - Gomamon

2003
- Nadja - Cream, Mireille Morrow, T.J. Livingston
- .hack//Legend of the Twilight Bracelet - Ouka
- Twin Spica - Shū Suzuki
- Zatch Bell! - Eshros

2004
- Fantastic Children - Gherta Hawksbee
- Hanaukyo Maid Team: La Verite - Taro Hanaukyo
- Kamichu! - Ukeru Nishimura
- [Shura no toki|Shura no toki: Età del Caos] - Yuki-hime
- Soreike! Zukkoke Sanningumi - Tokiko Okuda
- Yugo il Negoziatore - Mariko

2005
- Zettai shōnen - Masaki Makabe
- MegaMan NT Warrior - Dark Kirisaki
- Patalliro Saiyuki! - Son Goku/Patalliro
- Suzuka - Ayano Fujikawa

2006
- Shinigami no Ballad - Mitsuki Asano
- Le Chevalier D'Eon - Marie
- Pretty Cure Splash☆Star - Shizue Hoshino
- Inukami! - Kaoru Kawahira
- Mega Man Star Force - Tsukasa Futaba
- Shōnen Onmyōji - Abe no Masahiro

2007
- Genshiken - Angela Burton
- Karin piccola dea - Kirika Karasuma
- Kishin Taisen Gigantic Formula - Michael Schmidt
- Saint Beast: Kōin Jojishi Tenshi Tan - Cassandra
- Sisters of Wellber - Jamille Kaela
- The Story of Saiunkoku - Riō Jr.

2008
- Kyōran Kazoku Nikki - Drinda
- Il lungo viaggio di Porfi - Porphyras Patagos
- Sekirei - Homura/Kagari
- Sisters of Wellber Zwei - Jamille Kaela

2009
- Hetalia - Cina, Zashiki-Warashi, narratore
- Jewelpet - Akira Nanase, Sayuri Kōgyoku, Ai Majō, Peridot
- Kemono no sōja - Yuan
- Queen's Blade -Rurō no Senshi- - Echidna
- Queen's Blade -Gyokuza no Tsugumono- - Echidna
- Umineko no naku koro ni - Gaap
- Viper's Creed - Theresia

2010
- Inazuma Eleven - Rococo Urupa
- Jewelpet Tinkle - Peridot
- Kaichō wa Maid-sama! - Aoi Hyōdo
- Sekirei ～Pure Engagement～ - Homura/Kagari

2015
- Go! Princess Pretty Cure - Lock.

### Drama CD
2000
- Hunter × Hunter - Kurapika

2003
- .hack//Legend of the Twilight Bracelet - Ouka
- Koori no Mamono no Monogatari - Rapunzel
- Meru Puri - Aram (giovane)

2004
- Crimson Hero - Momoko Sumiyoshi
- Hanaukyo Maid Team: La Verite - Taro Hanaukyo
- Integra - Saori Enomoto
- Saint Beast - Cassandra
- Shōnen Onmyōji - Abe no Masahiro

2005
- Five - Chiwa Masato
- Fruits Basket - Machi Kuragi
- Nadepro! - Yoshinao Kai, Kobato Sakisaka
- Patalliro Saiyuki! - Son Goku/Patalliro

2007
- Mayu Shinjō - Ai Okita
- CLASH! Strange Detectives - Madoka Furuya
- Sekirei - Homura/Kagari
- Shakunetsu no Yoru ni Idakarete - Saori Chihara

2008
- Kaichō wa Maid-sama! - Aoi Hyōdō

2009
- Hetalia - Cina, narratore

### OVA
1998
- Southern Wind - Himiko - (ruolo di debutto)

2001
- Hanaukyo Maid Team - Taro Hanaukyo
- Samurai X: Reflection - Kenji Himura

2002
- Hunter × Hunter - Kurapika

2003
- Hunter × Hunter - Greed Island - Kurapika
- Il principe del tennis: A Day on Survival Mountain - Shusuke Fuji

2004
- Hunter × Hunter - Greed Island Final - Kurapika

2006
- Il principe del tennis: The National Tournament - Shusuke Fuji

2007
- Ikoku Irokoi Romantan - Kaoru Omi

2009
- Sekirei - Homura/Kagari

### Videogiochi
1998
- Kuro no Danshō - Haruka Sakimizu
- Star Ocean: The Second Story - Céline Jules, Leon D.S. Geeste

2001
- Hunter × Hunter: Altar of Dragon Vein - Kurapika

2003
- Castle Of Shikigami 2 - Yukari Horiguchi

2004
- Armored Core: Nine Breaker - Additional voices
- Super Robot Wars - Asuka Tsukishiro, Wendolo

2005
- Musashi: Samurai Legend - Musashi

2007
- Digimon World Data Squad - Lilithmon
- Kurukuru ◇ Princess 〜Yume no White Quartet〜 - Leah W. Mishima

2009
- Nadepro! 〜Kisama mo Seiyū Yatte Miro!?〜 - Yoshinao Kai, Kobato Sakisaka
- PROJECT CERBERUS - Eimi Kojima, Fumiya Andō
- Tales of Graces - Asbel Lhant (bambino)

2010
- Xenoblade Chronicles - Riki, Vanea

2014
- Granblue Fantasy - Balurga
- Super Smash Bros. per Nintendo 3DS e Wii U - Riki

2015
- Pokken Tournament - Narratrice

2018
- Dragalia Lost - Marishiten
- Super Smash Bros. Ultimate - Riki

2019
- Pokémon Masters EX - Fannie

2023
- Star Ocean: The Second Story R - Céline Jules, Leon D.S. Geeste